# 379
Năm 379 là một năm trong lịch Julius.